# Sheffield & Hallamshire County Senior Football League
Sheffield & Hallamshire County Senior Football League är en engelsk fotbollsliga med upptagningsområde i South Yorkshire. Den har tre divisioner och toppdivisionen Premier Division ligger på nivå 11 i det engelska ligasystemet. Ligan är en matarliga till Central Midlands Football League. Lagen som degraderas hamnar i Barnsley League, Sheffield Sports and Athletic League eller South Yorkshire Amateur League.

## Mästare
| Säsong  | Premier Division           | First Division        | Second Division                     |
| ------- | -------------------------- | --------------------- | ----------------------------------- |
| 2010-11 | Swallownest Miners Welfare | Handsworth Reserves   | Houghton Main                       |
| 2009-10 | Sheffield FC Reserves      | Ecclesfield Red Rose  | Frecheville                         |
| 2008-09 | Athersley Recreation       | Sheffield FC Reserves | Aston                               |
| 2007-08 | Wombwell Main              | Hansdworth            | Millmoor Juniors                    |
| 2006-07 | Athersley Recreation       | Springwood Davy       | Worsbrough Bridge Athletic Reserves |
| 2005-06 | Mexborough Main Street     | Sheffield Lane Top    | Parkgate Reserves                   |
| 2004-05 | Athersley Recreation       | Edlington W.M.C       | Dodworth M.W.                       |
| 2003-04 | Athersley Recreation       | Hollinsend Amateurs   | A.F.C. Barnsley                     |
| 2002-03 | Wombwell Main              | Elm Tree              | Edlington W.M.C                     |

Källa: Football Mitoo